# Lagos de Epulafquen
Lagos de Epulafquen är sjöar i Argentina.   De ligger i provinsen Neuquén, i den sydvästra delen av landet, 1 300 km väster om huvudstaden Buenos Aires. Lagos de Epulafquen ligger 894 meter över havet. Arean är 9,5 kvadratkilometer. Den sträcker sig 2,3 kilometer i nord-sydlig riktning, och 7,0 kilometer i öst-västlig riktning.
I omgivningarna runt Lagos de Epulafquen växer i huvudsak blandskog. Runt Lagos de Epulafquen är det mycket glesbefolkat, med 3 invånare per kvadratkilometer.